# Maison de Wessex
La maison de Wessex ou maison de Cerdic est une dynastie anglo-saxonne ayant régné sur le Wessex du VIe au IXe siècle, puis sur le royaume d'Angleterre aux Xe et XIe siècles. Son fondateur légendaire est Cerdic, au VIe siècle. Elle cesse de régner à la mort d'Édouard le Confesseur, en 1066, année du début de la conquête normande de l'Angleterre.

## La première maison royale d'Angleterre
Les rois de Wessex dominent progressivement les autres royaumes d'Angleterre au cours du IXe siècle. Alfred le Grand (871-899) est le premier roi de Wessex à prendre le titre de roi d'Angleterre. Son fils Édouard l'Ancien (899-924) surpasse les succès militaires de son père en établissant son règne sur le Danelaw. En 918, à la mort de sa sœur Æthelflæd, il usurpe le pouvoir de sa nièce Ælfwynn en s'emparant de la Mercie. En 927, c'est la Northumbrie qui tombe sous le pouvoir d'Æthelstan, le fils aîné d'Édouard l'Ancien. Æthelstan est le premier à régner sur une Angleterre unifiée. Il n'est pas le premier roi d'Angleterre de jure, mais certainement le premier de facto.
La maison de Wessex perd une première fois le trône anglais en 1013, lorsque le Danois Sven à la Barbe fourchue chasse le roi Æthelred le Malavisé. Æthelred se rétablit après la mort de Sven, le 2 février de l'année suivante, mais son fils Knut le Grand envahit à son tour l'Angleterre en 1015. Après la mort d'Æthelred, puis de son fils Edmond Côte-de-Fer, Knut devient roi incontesté d'Angleterre. Lui et ses fils conservent le pouvoir jusqu'en 1042, année qui voit le rétablissement de la maison de Wessex en la personne d'Édouard le Confesseur, fils d'Æthelred et d'Emma de Normandie, la deuxième femme de Knut.
Édouard meurt le 5 janvier 1066 sans laisser d'enfants. La crise de succession qui s'ensuit voit le duc de Normandie Guillaume le Conquérant s'emparer du trône après sa victoire à Hastings sur Harold Godwinson, le dernier roi anglo-saxon, qui n'est pas issu de la maison de Wessex. Un dernier représentant mâle de cette maison, Edgar Atheling, est brièvement considéré comme un possible candidat au trône par une partie de la noblesse et du clergé anglais, mais il ne parvient pas à rassembler suffisamment de soutiens pour s'opposer à Guillaume et se soumet rapidement à lui.
Quelques années plus tard, Edgar et ses sœurs se réfugient à la cour du roi d'Écosse Malcolm III, qui épouse l'une d'elles, Marguerite. L'une des filles issues de ce mariage, Mathilde, épouse le roi d'Angleterre Henri Ier, fils de Guillaume le Conquérant, en 1100. C'est à travers ce mariage que les rois anglais (et britanniques) ultérieurs descendent de la maison de Wessex.

## Arbre généalogique
- Ecgberht (mort en 839)
  -  Æthelwulf (mort en 858) ép. 1) Osburh 2) Judith
    - (1) Æthelstan (mort avant 855)
    - (1) Æthelswith (morte en 888) ép. Burgred de Mercie
    - (1)  Æthelbald (mort en 860) ép. Judith
    - (1)  Æthelberht (mort en 865)
    - (1)  Æthelred (mort en 871) ép. Wulfthryth
      - Æthelhelm
      - Æthelwold (mort en 902)

    - (1)  Alfred le Grand (mort en 899) ép. Ealhswith
      - Æthelflæd (morte en 918) ép. Æthelred de Mercie
        - Ælfwynn (morte après 918)

      -  Édouard l'Ancien (mort en 924) ép. 1) Ecgwynn 2) Ælfflæd 3) Eadgifu de Kent
        - (1)  Æthelstan (mort en 939)
        - (2) Eadgifu (morte après 955) ép. 1) Charles le Simple 2) Herbert III d'Omois
          - descendance

        - (2) Ælfweard (mort en 924)
        - (2) Eadgyth (mort en 946) ép. Otton le Grand
          - descendance

        - (2) Eadhild ép. Hugues le Grand
        - (3)  Edmond (mort en 946) ép. 1) Ælfgifu de Shaftesbury 2) Æthelflæd de Damerham
          - (1)  Eadwig (mort en 959) ép. Ælfgifu
          - (1)  Edgar (mort en 975) ép. 1) Æthelflæd Eneda 2) Wulfthryth 3) Ælfthryth
            - (1?)  Édouard le Martyr (mort en 978)
            - (2?) Édith de Wilton (morte en 984)
            - (3) Edmond (mort en 970/971)
            - (3)  Æthelred le Malavisé (mort en 1016) ép. 1) Ælfgifu 2) Emma de Normandie
              - (1) Æthelstan (mort en 1014)
              - (1) Ecgberht (mort vers 1005)
              - (1)  Edmond Côte-de-Fer (mort en 1016) ép. Ealdgyth
                - Édouard l'Exilé (mort en 1057) ép. Agathe
                  - Marguerite (morte en 1093) ép. Malcolm III
                    - descendance

                  - Christine (morte après 1093)
                  - Edgar Ætheling (mort vers 1126)

                - Edmond (mort avant 1057)

              - (1) Eadred (mort avant 1013)
              - (1) Eadwig (mort en 1017)
              - (1) Edgar (mort vers 1008)
              - (1) Édith ép. Eadric Streona
              - (1) Ælfgifu ép. Uchtred le Hardi
                - descendance

              - (1) Wulfhilda ép. Ulfcytel Snillingr
              - (2)  Édouard le Confesseur (mort en 1066) ép. Édith de Wessex
              - (2) Alfred (mort vers 1036)
              - (2) Godgifu ép. 1) Dreux de Vexin 2) Eustache II de Boulogne
                - descendance

        - (3)  Eadred (mort en 955)
        - (3) Eadburh (morte en 960)

      - Æthelgifu
      - Æthelweard  (mort en 920/922)
        - Æthelwine (mort en 937)
        - Ælfwine (mort en 937)

      - Ælfthryth (mort en 929) ép. Baudouin II de Flandre
        - descendance